# Berlinghetto
Berlinghetto è una frazione del comune italiano di Berlingo, in provincia di Brescia.